# Cololejeunea vesicaria
Cololejeunea vesicaria là một loài Rêu trong họ Lejeuneaceae. Loài này được (Sande Lac.) Benedix mô tả khoa học đầu tiên năm 1953.